# Arbacès (Alix)
Arbacès est l'ennemi du héros éponyme d’Alix, la série de bande dessinée créée en 1948 par Jacques Martin. Il incarne dans la série le personnage toujours opposé au héros.

## Description
D'origine grecque, Arbacès rencontre Alix dans sa première aventure, Alix l'intrépide. Marchand habile et peu scrupuleux, il achète Alix, alors réduit en esclavage, pour l'utiliser et servir son propre compte.
Alix parvient toujours à déjouer ses plans ; cependant, il ne meurt jamais - ou alors est ressuscité par les auteurs, réapparaissant à chaque fois sous un nouveau déguisement : prince égyptien dans Le Sphinx d'or, ministre de Sardon dans L'Île maudite, vizir dans La Tiare d'Oribal, chef pirate dans La Chute d'Icare, gouverneur de Khorsabad dans C'était à Khorsabad et Grand Prêtre de Baal dans La Conjuration de Baal.
Son objectif est de nuire à Rome par tous les moyens, bien qu'il soit par moments un allié de Pompée. Dans Le Sphinx d'or, il cherche à se faire d'Alix un ami, mais leurs intérêts et surtout les principes d'Alix se révèlent incompatibles pour permettre leur amitié.

## Biographie

### Alix l'intrépide
Il apparaît dès le premier tome de la série où il achète Alix pour l'impliquer dans un complot fomenté à Rome par Pompée. Alix lui échappe néanmoins et est adopté par Honorrus Gala. Arbacès veut dès lors éliminer Alix, devenu un témoin dangereux, lors d'une course de char puis par un combat de gladiateurs mais échoue. Il est alors disgracié par Pompée après un ultime échec où Alix est sauvé de l’exécution par les partisans de César. Rome est mise sens dessus dessous pour le retrouver. C'est en fait une ruse, Arbacès étant affecté à une mission secrète.

### Le Sphinx d'or
Il revient dans l'album suivant où, ayant trahi Pompée, il se fait passer pour un dieu égyptien masqué. Il tente de faire d'Alix un allié en menaçant Enak mais est vaincu par les troupes de Sénoris et Alix découvre sa véritable identité.

### L'Île maudite
ll s'agit du seul album où Arbacès n'a pas de réel but au début. Ayant rejoint une troupe de théâtre, il sauve Ségabal et gagne l'île de Sardon qu'il finit par trahir durant l'éruption du volcan. Chutant d'une falaise, il est présumé mort.

### La Tiare d'Oribal
Il est vizir de Zurh-Bakal dans cet album et tente de s’empare du pouvoir. Alix, Enak et Oribal, l’héritier légitime du trône mettent sur point une révolte pour le renverser. Il est de nouveau présumé mort à la fin, emporté par une cascade.

### La Chute d'Icare
Il est de nouveau le principal antagoniste, à la tête d'une bande de pirates.

### C'était à Khorsabad
Il est le gouverneur tyrannique de la région de Khorsabad sous le pseudonyme de Sargon en référence à un ancien monarque assyrien qu'il copie en tous points et est également connu sous le nom d'Andrinoüs. Il est finalement renversé par l'association d'Alix, d'une armée de pillards menés par un ancien centurion romain et de bandits nomades mais s'en sort vivant et finit par prendre la fuite.

### La Conjuration de Baal
Il est devenu Grand Prêtre de Baal et utilise de cette fonction pour servir ses intérêts et ceux de Pompée. Il semble être définitivement tué par Alix mais son cadavre disparaît ; or cette histoire se passe peu de temps après les événements de l'album Le Dieu sauvage et donc avant certains épisodes où apparaît Arbacès.